# Звёздчатый скат
Звёздчатый скат, или звёздчатый колючий скат (лат. Amblyraja radiata) — вид хрящевых рыб из семейства ромбовых скатов отряда скатообразных. Обитают в северо-западной и северо-восточной частях Атлантического океана между 72° с. ш. и 33° с. ш. и между 78° з. д. и 41° в. д. Встречаются на глубине до 1000 м. Их крупные, уплощённые грудные плавники образуют диск в виде ромба со заострённым рылом. Максимальная зарегистрированная длина 105 см. Откладывают яйца. Рацион состоит из донных животных. Не являются объектом промысла.

## Таксономия
Впервые вид был научно описан в 1808 году как Raja radiata. Видовой эпитет происходит от лат. radius — «луч».

## Ареал и среда обитания
Эти батидемерсальные скаты обитают в северо-восточной Атлантике у берегов Шпицбергена, Гренландии, Исландии, в Ла-Манше, Северном море и западной части Балтийского моря, а в северо-западной части Атлантического океана в проливе Дэвиса, Гудзоновом заливе, у берегов Канады (Лабрадор, Нью-Брансвик, Ньюфаундленд, Новая Шотландия), Великобритании и США (Мэн). В североевропейских морях они встречаются обычно на глубине от 50 до 100 м. В Баренцевом море они попадаются в диапазоне глубин 200—1000 м при температуре от −1,7 до +4,0° С, при отрицательной температуре встречаются очень редко. Предпочитают песчаное или илистое дно, иногда попадаются и на гравийном или ракушечном грунте.

## Описание
Широкие и плоские грудные плавники этих скатов образуют ромбический диск с треугольным рылом и закруглёнными краями. На вентральной стороне диска расположены 5 жаберных щелей, ноздри и рот. На тонком хвосте имеются латеральные складки. У этих скатов 2 редуцированных спинных плавника и редуцированный хвостовой плавник.
Максимальная зарегистрированная длина 105 см, а масса 11,4 кг. Диск округлый, рыло довольно короткое, внешний угол грудного плавника закруглён. По форме тела похож на полярного ската, от которого отличается узким межглазничным пространством и менее заострённым рылом. Дорсальная поверхность диска покрыта мелкими шипами с основанием в виде звезды. Вдоль позвоночника пролегает непрерывный ряд из 12—19 (13—17) крупных шипов с такими же основаниями, хвост короче диска. Вентральная сторона тела гладкая. Дорсальная сторона тёмная, коричневато-серого цвета, иногда со тёмными пятнами. Вентральная сторона белая . Вентральная поверхностт хвоста и брюшных плавников бывает покрыта тёмными пятнышками. На кончике хвоста имеется чёрная отметина.

## Биология
Эти скаты откладывают яйца, заключённые в роговую капсулу с выступами по углам. Эмбрионы питаются исключительно желтком. Яйцевые капсулы откладывает в феврале—июне, половозрелые самки с развитыми эмбрионами попадаются круглый год. Длина капсул 42—66 мм, а ширина 25—53 мм. Одна сторона плоская, а другая выпуклая с отчётливым рёберным краем. Поверхность капсулы покрыта множеством тонких длинных нитей. Длина после выклева составляет 932—109 мм. Самки и самцы становятся половозрелыми при длине 39 см и 42 см соответственно.
Эти скаты питаются ракообразными и рыбами.

## Взаимодействие с человеком
Эти скаты не являются объектом целевого лова. Они попадаются в качестве прилова при промысле донных рыб. Крылья используют в пищу. В водах США численность крупных скатов в ареале с середины 80-х годов прошлого века неуклонно снижается. Пик численности Amblyraja radiata наблюдался в 60-е и в начале 70-х годов, и по сравнению с этим показателем снизился на 10—15 %. В настоящее время промысел и любительский лов этих скатов в США запрещён, а в Канаде квотирован. Международный союз охраны природы присвоил виду Охранный статус «Уязвимый».